# Dircenna dero
Dircenna dero är en fjärilsart som beskrevs av Jacob Hübner 1823. Dircenna dero ingår i släktet Dircenna och familjen praktfjärilar. Inga underarter finns listade i Catalogue of Life.